# Annaleigh Ashford
Annaleigh Ashford (narozena jako Annaleigh Amanda Swanson; 25. června 1985 Denver, Colorado) je americká herečka, zpěvačka a tanečnice.

## Životopis
Narodila se v Denveru ve státě Colorado. Její matka je učitelka tělocviku Holli Swanson a její otec, Chris Swanson, se živí jako podnikatel. Ve věku šesti let se zúčastnila přespolního běhu, který organizovala její matka. Zjistila, že běhání nenávidí a že na závodech má nejraději kostýmy, do kterých se obléká. Její matka se rozhodla, že ji místo toho přihlásí do nejbližšího tanečního kurzu. Byla přijata do centra Kit Andrée's Dance and Performing Arts ve stejný den, když nastoupila do druhé třídy. Hrála a zpívala v mnoha místních představeních. Její profesionální kariéra začala v devíti letech, kdy byla obsazena do hlavní role Tiny Denmark v představení Ruthless!. Ve věku čtrnácti let byla zařazena do seznamu „teenagerů, které stojí za to vidět“, který vytvořil deník Rocky Mountain News. V Denveru se dále objevila v company muzikálů Za zvuků hudby, West Side Story a Paint Your Wagon, ztvárnila Amy March v opeře Little Women, Ellu v muzikálu Popelka, Sandy Dumbrowski v muzikálu Pomáda a Reno Sweeney v muzikálu Anything Goes. V šestnácti letech absolvovala na střední škole Wheat Ridge a poté chodila na Marymount Manhattan College, kde studovala divadlo a v devatenácti letech získala titul. Během studia na Marymount Manhattan College ztvárnila Rosu Bud v muzikálu The Mystery of Edwin Drood a Emmu v Tell Me on a Sunday.
Proslavila se rolemi na Broadwayi, kde ztvárnila Glindu v muzikálu Čarodějka a Margot v muzikálu Legally Blonde. Za roli Lauren v muzikálu Kinky Boots získala v roce 2013 nominaci na cenu Tony. V roce 2015 tuto cenu získala v kategorii nejlepší herečka ve vedlejší roli, za roli Essie Carmichael v revivalu muzikálu You Can't Take It with You. V roce 2017 se objevila po boku Jaka Gyllenhaala v muzikálu Sunday in the Park.
Televiznímu publiku se představila v roli Betty DiMello v televizním seriálu Mystérium sexu, který vysílala americká televizní stanice Showtime.
V roce 2015 vydala své debutové album, které nazvala Lost in the Stars: Live at 54 Below.

## Filmografie

### Film
| Rok  | Název                   | Role           | Poznámky |
| ---- | ----------------------- | -------------- | -------- |
| 2008 | Sex ve městě            | snobka         |          |
| 2008 | Rachel se vdává         | pokladní       |          |
| 2013 | Ledové království       | Troll          | dabing   |
| 2014 | Pět nejlepších          | Michele        |          |
| 2015 | Better Off Single       | Anne           |          |
| 2015 | Love on the Run         | Liza           |          |
| 2017 | Unicorn Store           | Crystal        |          |
| 2018 | Znovu ve hře            | Hildy          |          |
| 2019 | Deštivý den v New Yorku | Lily           |          |
| 2019 | Late Night              | Mimi Mismatch  |          |
| 2019 | Špatné vychování        | Pamelina neteř |          |
| 2020 | American Reject         | Nano           |          |

### Televize
| Rok        | Název                                                     | Role              | Poznámky                                             |
| ---------- | --------------------------------------------------------- | ----------------- | ---------------------------------------------------- |
| 2007       | Legally Blonde: The Musical                               | Margot            | televizní záznam představení                         |
| 2009       | Haute & Bothered                                          | Mckenzie          | internetový seriál, hlavní role                      |
| 2010       | Zákon a pořádek                                           | Mia               | díl: „Immortal“                                      |
| 2010, 2012 | Submissions Only                                          | rozkošná dívka    | internetový seriál, vedlejší role                    |
| 2011       | Ve znamení raka                                           | Chloe             | díl: „Z bláta do louže“                              |
| 2012       | Sestřička Jackie                                          | Cori              | díl: „Kettle-Kettle-Black-Black“                     |
| 2012       | Muž s posláním                                            | Shauna            | díl: „In Case of Complications“                      |
| 2012       | Made in Jersey                                            | Jackie            | díl: „Pilot“                                         |
| 2012, 2013 | Smash                                                     | Lisa McMann       | díly: „Pilot“, „The Fallout“                         |
| 2013       | Zákon a pořádek: Útvar pro zvláštní oběti                 | Lindsay Anderson  | díl: „October Surprise“                              |
| 2013       | Watch What Happens: Live                                  | ona sama/barmanka | díl: „Harvey Fierstein & Kim Zolciak“                |
| 2013       | 87th Annual Macy's Thanksgiving Day Parade                | ona sama/ Lauren  | vystupovala se zbytkem obsazení muzikálu Kinky Boots |
| 2013–2016  | Mystérium sexu                                            | Betty DiMello     | hlavní role, 37 dílů                                 |
| 2015       | Super Clyde                                               | Britney           | pilotní díl, seriál nebyl vydán                      |
| 2015       | Celebrity Name Game                                       | ona sama          | 4 díly                                               |
| 2016       | Pleasant Events                                           | Maddie            | díl: „Who Let the Groom Out?“                        |
| 2016       | Rocky Horror Picture Show: Návrat v čase                  | Columbia          | televizní film                                       |
| 2017       | New Year’s Eve: Bernstein on Broadway                     | ona sama          | koncert k Novému roku                                |
| 2018       | The Assassination of Gianni Versace: American Crime Story | Elizabeth Cote    | vedlejší role, 5 dílů                                |
| 2018       | Southern Hospitality                                      | Rebecca Watts     | hlavní role, neprodaný televizní pilot               |
| 2018       | God Friended Me                                           | Fliss             | vedlejší role, 2 díly                                |
| 2019       | Znovu 20                                                  | Shelly Rozansky   | vedlejší role, 4 díly                                |
| 2019       | Neuvěřitelná                                              | Lily              | vedlejší role, 3 díly                                |
| 2019       | Evil                                                      | Bridget Farrell   | díl: „Vatican III“                                   |
| 2019       | John Mulaney & the Sack Lunch Bunch                       | brečící žena      | TV speciál                                           |
| 2020       | Mělas to vědět                                            | Alexis Young      |                                                      |
| 2020       | B Positive                                                | Gina              |                                                      |
| 2021       | Impeachment: American Crime Story                         | Paula Jones       | hlavní role                                          |

## Divadlo
| Rok     | Představení                    | Role                                     | Divadlo                           | Poznámky                 |
| ------- | ------------------------------ | ---------------------------------------- | --------------------------------- | ------------------------ |
| 2005    | Feeling Electric               | Natalie Brown                            | New York Musical Theatre Festival | scénické čtení           |
| 2005–06 | Čarodějka                      | Pfanee (a také záskok v roli Glindy)     |                                   | první národní turné      |
| 2007    | Legally Blonde                 | Margot (a také záskok v roli Elle Woods) | Golden Gate Theatre               | Out of Town Tryout       |
| 2007    | Legally Blonde                 | Margot (a také záskok v roli Elle Woods) | Palace Theatre                    | Broadway                 |
| 2007–08 | Čarodějka                      | Glinda (záskok)                          | George Gershwin Theatre           | Broadway                 |
| 2008–09 | Čarodějka                      | Glinda (záskok)                          | Oriental Theatre                  | Regional                 |
| 2010    | Vlasy                          | Jeanie (záskok)                          | Al Hirschfeld Theatre             | Broadway                 |
| 2010    | Heathers                       | Veronica Sawyer                          | Joe's Pub                         | scénické čtení           |
| 2011–12 | Rent                           | Maureen Johnson                          | New World Stages                  | mimo Broadway            |
| 2012    | Dogfight                       | Marcy                                    | Second Stage Theatre              | mimo Broadway            |
| 2012    | Kinky Boots                    | Lauren                                   | Bank of America Theatre           | Out of Town Tryout       |
| 2012    | Assassins                      | Lynette Fromme                           | Studio 54                         | Reunion Concert          |
| 2013–14 | Kinky Boots                    | Lauren                                   | Al Hirschfeld Theatre             | Broadway                 |
| 2014–15 | You Can't Take It with You     | Essie Carmichael                         | Longacre Theatre                  | Broadway                 |
| 2015–16 | Sylvia                         | Sylvia                                   | Cort Theatre                      | Broadway                 |
| 2016    | Sunday in the Park with George | Dot/Marie                                | New York City Center              | City Center Gala Concert |
| 2017    | Sunday in the Park with George | Dot/Marie                                | Hudson Theatre                    | Broadway                 |
| 2017    | Sen noci svatojánské           | Helena                                   | Delacorte Theater                 | Shakespeare in the Park  |
| 2021    | Sunday in the Park with George | Dot/Marie                                | Savoy Theatre                     | West End                 |